# Corações Felpudos
Corações Felpudos é o segundo álbum do grupo português Mão Morta, lançado em 22 de Setembro de 1990 pela Fungui.
O título corresponde ao sexto verso de "Ventos Animais", o tema de abertura.
Em 1998 foi reeditado em CD, com nova mistura, pela editora NorteSul.
Em 16 de Dezembro de 2009 foi incluído na caixa Mão Morta 1988-1992 lançado pela Cobra.
O álbum foi ainda reeditado em vinil, com a mistura de 1998, na caixa de três LP Mão Morta + Corações Felpudos + O.D., Rainha do Rock & Crawl lançada pela Rastilho Records.

## Faixas
Lado A
1. "Ventos Animais" (Zé dos Eclipses / Carlos Fortes)
2. "Olho da Máscara" (Miguel Pedro)
3. "Desmaia, Irmã, Desmaia" (Zé dos Eclipses / Zé dos Eclipses)
4. "Fogo Fátuo" (Zé dos Eclipses / Carlos Fortes)
5. "Destilo Ódio" (Adolfo Luxúria Canibal, Zé dos Eclipses / Mão Morta)
6. "Fado Canibal" (Adolfo Luxúria Canibal / Mão Morta)
7. "Cristina Vai Às Compras" (Carlos Fortes)

Lado B
1. "Maria, Oh Maria" (Adolfo Luxúria Canibal / Zé dos Eclipses)
2. "É Uma Selvajaria" (Herberto Helder, Adolfo Luxúria Canibal / Miguel Pedro)
3. "Santana Menho" (Miguel Pedro)
4. "Freamunde Acapulco" (Adolfo Luxúria Canibal / Miguel Pedro)
5. "Facas em Sangue" (Adolfo Luxúria Canibal / Zé dos Eclipses)
6. "Arlequim" (Zé dos Eclipses)

## Ficha Técnica
- Carlos Fortes – guitarra, teclas, baixo, voz
- Zé dos Eclipses – guitarra, sanfona, voz
- Miguel Pedro – bateria, baixo, assobio, teclas, contrabaixo, percussões, sintetizador, guitarra, voz
- Adolfo Luxúria Canibal – voz
- António Rafael – piano
- Rodrigo Amado – saxofone

Gravado em Setembro e Dezembro de 1989 e misturado em Fevereiro de 1990 por Fernando Rascão nos Estúdios de Paço D’Arcos – Oeiras.
Produção de Mão Morta e Fernando Rascão.
Capa de Carlos Sousa Costa.
Edição em CD 1998
Remisturado em Outubro de 1998 por Luís Caldeira nos Estúdios de Paço D’Arcos – Oeiras.